# Шамайю, Бертран
Бертран Шамайю (фр. Bertrand Chamayou, 23 марта 1981, Тулуза) — французский пианист.

## Биография
Начал играть на фортепиано в 8 лет, поступил в Тулузскую консерваторию. В 15 лет начал учёбу в Парижской консерватории у Жана Франсуа Эссе. В первых выступлениях опирался на советы Дмитрия Башкирова, Леона Флейшера, Мюррея Перайи, Альдо Чикколини. Совершенствовался, беря уроки в Лондоне у Марии Курчо.
В 2000-е годы активно выступал во Франции, Германии, России, участвовал в крупнейших французских музыкальных фестивалях, концертировал в Европе, Японии, Канаде, США, Пекине, Гонконге. Выступал с такими музыкальными коллективами, как Лондонский филармонический оркестр, Королевский шотландский национальный оркестр, Филармонический оркестр Радио Франции, Национальный оркестр Капитолия Тулузы, работал с Невиллом Марринером, Пьером Булезом, Мишелем Плассоном, Семёном Бычковым, Жаном-Клодом Казадезюсом, играл в ансамблях с Соль Габетта, Готье и Рено Капюсоном, Полем Мейером, Эммануэлем Паю, Алексеем Огринчуком, квартетом Изаи и др.

## Репертуар
Лист (в том числе, «Годы странствий» полностью), Мендельсон, Франк, Сен-Санс. Активно исполняет современных композиторов (Дютийё, Куртаг, Филипп Эрсан).

## Признание
Премия Виктуар де ля мюзик (2006 и 2011).